# Heinkel He 274
Heinkel He 274 là một loại máy bay ném bom hạng nặng của Đức Quốc xã được phát triển trong Thế chiến thứ hai.

## Quốc gia sử dụng
- Pháp
  - Không quân Pháp
- Germany
  - Luftwaffe

## Tính năng kỹ chiến thuật (He 274 V1)
Đặc điểm tổng quát
- Kíp lái: 4
- Chiều dài: 78 ft 1¼ in (23,80 m)
- Sải cánh: 145 ft 0 in (44,19 m)
- Chiều cao: 18 ft 0½ in (5,50 m)
- Diện tích cánh: 1.829,86 ft² (170 m²)
- Trọng lượng rỗng: 46.958 lb (21.300 kg)
- Trọng lượng cất cánh tối đa: 83.776 lb (38.000 kg)
- Động cơ: 4 × Daimler-Benz DB 603A, 1.726 hp; 1.287 kW (1.750 PS)  mỗi chiếc

 Hiệu suất bay 
- Vận tốc cực đại: 360 mph trên độ cao 36.090 ft (580 km/h trên độ cao 11.000 m)
- Tầm bay: 2.137 mi (3.440 km)
- Trần bay: 46.920 ft (14.300 m)
- Vận tốc lên cao: 780 ft/phút (237 m/phút)

Trang bị vũ khí

- 5 x súng máy MG 131 13mm
- Lên tới 4.000 kg (8.818 lb) bom